# كأس الاتحاد الإفريقي 2001
كأس الاتحاد الإفريقي 2001 هو الموسم 10 من كأس الاتحاد الأفريقي للأندية. أقيم خلال الفترة 31 مارس 2001 وحتى 23 نوفمبر 2001، وأشرف على تنظيمه الاتحاد الأفريقي لكرة القدم، وكان عدد الأندية المشاركة فيه 22، وفاز فيه شبيبة القبائل.